# 康帕尼昂
康帕尼昂（法語：Campagnan，法語發音：[kɑ̃paɲɑ̃]）是法国埃罗省的一个市镇，属于洛代沃区。

## 地理
康帕尼昂（43°32'14"N, 3°29'53"E）面积3.75 平方千米，位于法国奧克西塔尼大區埃罗省，该省份为法国南部沿海省份，南濒地中海，西南接奥德省，西北接塔恩省和阿韦龙省，东北与加尔省接壤。
与康帕尼昂接壤的市镇（或旧市镇、城区）包括：贝拉尔加、波朗、圣帕瓜尔。

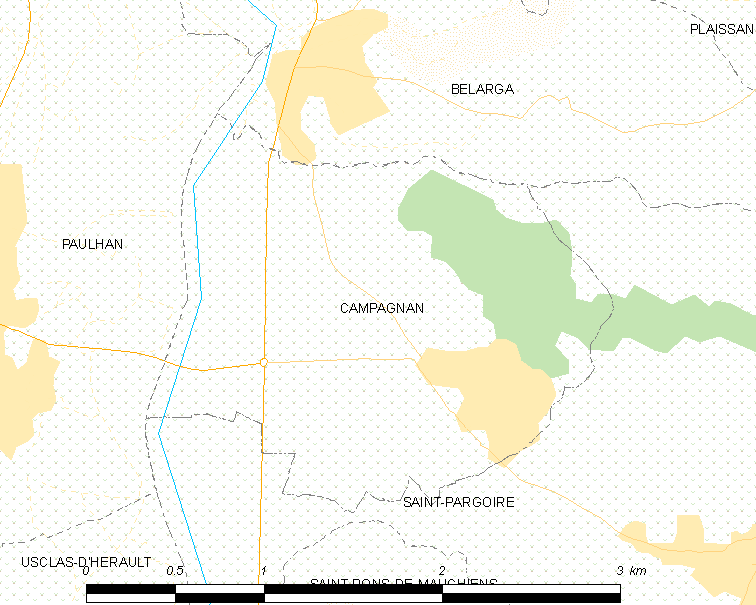
康帕尼昂的OSM定位图

康帕尼昂的时区为UTC+01:00、UTC+02:00（夏令时）。

## 行政
康帕尼昂的邮政编码为34230，INSEE市镇编码为34047。

## 政治
康帕尼昂所属的省级选区为日尼亚克县。

## 人口

1962-2008年间康帕尼昂人口变化图示

康帕尼昂于2022年1月1日时的人口数量为719人。